# Grande Tarde
Grande Tarde foi um talk-show português transmitido na SIC, apresentado por João Baião, Andreia Rodrigues e Luciana Abreu. O programa estreou a 6 de outubro de 2014, substituindo Boa Tarde. O programa marcou o regresso de João Baião à SIC, depois de vários anos na RTP1, apesar de ter assumido antes o programa Portugal em Festa e Sabadabadão. Em dezembro de 2016, o programa é cancelado devido às más audiências. O "Grande Tarde" terminou no dia 24 de fevereiro de 2017 sendo substituído por "Juntos à Tarde", apresentado por João Baião e Rita Ferro Rodrigues.

## Apresentadores
- João Baião
- Andreia Rodrigues
- Luciana Abreu - saiu depois de 1 ano de apresentação
- José Figueiras- substituiu João Baião em 2015, co-apresentou com Andreia Rodrigues e Luciana Abreu
- Maria Botelho Moniz - substituiu Andreia Rodrigues em 2015, co-apresentou com João Baião e Luciana Abreu
- Daniel Oliveira - substituiu João Baião em 2015 (depois de José Figueiras o ter substituído), co-apresentou com Andreia Rodrigues e Luciana Abreu
- João Paulo Sousa - substituiu João Baião em 2016, co-apresentou com Andreia Rodrigues

## Rubricas

### Gente da Minha Terra
Rubrica que leva os famosos a recordarem a sua infância e juventude nas suas terras natal.

### Hora do Chá
Rubrica onde os apresentadores conversam com o convidado durante cerca de uma hora, intercalando com surpresas.

### O que é feito de...
Rubrica onde as caras da televisão, do cinema, do teatro ou da música são recordadas e contam como é o seu dia-a-dia fora das luzes da ribalta.

### Vida de Artista
Rubrica onde os artistas são homenageados e recordam a sua carreira, com algumas surpresas em direto.

### Factor Fado
Rubrica onde são recebidos os artistas do fado.

## Janela da Felicidade
O Janela da Felicidade é o passatempo do programa. O objetivo é escolher um algarismo numa das janelas que contém o valor que o telespectador ganha. Numa delas poderá estar o Jackpot.